# Ізвоареле (комуна, Прахова)
Ізвоареле (рум. Izvoarele) — комуна у повіті Прахова в Румунії. До складу комуни входять такі села (дані про населення за 2002 рік):
- Ізвоареле (2507 осіб) — адміністративний центр комуни
- Кіріцешть (80 осіб)
- Малу-Винет (923 особи)
- Скіулешть (1257 осіб)
- Хоморичу (1996 осіб)
- Чернешть (189 осіб)

Комуна розташована на відстані 94 км на північ від Бухареста, 37 км на північ від Плоєшті, 52 км на південний схід від Брашова.

## Населення
За даними перепису населення 2002 року у комуні проживали 6952 особи.
Національний склад населення комуни:
| Національність | Кількість осіб | Відсоток |
| -------------- | -------------- | -------- |
| румуни         | 6918           | 99,5%    |
| цигани         | 29             | 0,4%     |
| угорці         | 2              | < 0,1%   |
| українці       | 1              | < 0,1%   |
| німці          | 1              | < 0,1%   |
| турки          | 1              | < 0,1%   |

Рідною мовою назвали:
| Мова       | Кількість осіб | Відсоток |
| ---------- | -------------- | -------- |
| румунська  | 6948           | 99,9%    |
| угорська   | 2              | < 0,1%   |
| українська | 1              | < 0,1%   |
| німецька   | 1              | < 0,1%   |

Склад населення комуни за віросповіданням:
| Релігія        | Кількість осіб | Відсоток |
| -------------- | -------------- | -------- |
| православні    | 6807           | 97,9%    |
| адвентисти     | 75             | 1,1%     |
| не релігійні   | 21             | 0,3%     |
| п'ятдесятники  | 19             | 0,3%     |
| баптисти       | 15             | 0,2%     |
| римо-католики  | 3              | < 0,1%   |
| лютерани       | 2              | < 0,1%   |
| греко-католики | 1              | < 0,1%   |
| бретрени       | 1              | < 0,1%   |

## Зовнішні посилання
- Дані про комуну Ізвоареле на сайті Ghidul Primăriilor [Архівовано 29 квітня 2010 у Wayback Machine.]